# Ліга націй з волейболу серед чоловіків
Ліга націй (англ. Volleyball Nations League) — щорічний турнір національних волейбольних збірних, перший розіграш якого відбувся у 2018 році. Відбірковим змаганням для потрапляння в Лігу Націй є Кубок претендентів.

## Історія
12 жовтня 2017 року в Парижі на святкуванні 70-річчя створення Міжнародної федерації волейболу було оголошено про створення турніру. Волейбольна Ліга Націй замінила у міжнародному календарі чоловічу Світову лігу та жіночий Гран-Прі.
Перший розіграш турніру розпочався 15 травня 2018 року для жіночих команд та 25 травня для чоловічих. Формат Волейбольної Ліги Націй передбачає участь 16 команд, з яких 12 є «основними» (такими, що зберігають місце у Лізі Націй незалежно від результатів), а 4 — «челленджерами-претендентами». Відбірковим змаганням для потрапляння в Лігу Націй є Кубок претендентів (FIVB Volleyball Challenger Cup).
Учасниками першого розіграшу Ліги Нації у чоловіків стали: США, Бразилія, Аргентина, Китай, Іран, Японія, Росія, Сербія, Італія, Франція, Польща та Німеччина. «Челленджери» — Австралія, Північна Корея, Канада та Болгарія.
У жінок: Бразилія, США, Таїланд, Туреччина, Республіка Корея, Китай, Японія, Росія, Сербія, Італія, Нідерланди та Німеччина. «Челленджери» — Домініканська Республіка, Аргентина, Польща та Бельгія.
Переможцями в дебютному сезоні стали чоловіча збірна Росії та жіноча збірна США.
У 2020 році турніри Ліги націй, а також відбірного змагання до неї — Кубка претендентів були спочатку перенесені, а потім зовсім скасовані через пандемію коронавірусної інфекції COVID-19.

## Фінали чотирьох
| Рік  | Місто                                           | Переможець                                      | Результат фіналу                                | Фіналіст                                        | 3-є місце                                       | Результат матчу за 3-є місце                    | 4-е місце                                       |
| ---- | ----------------------------------------------- | ----------------------------------------------- | ----------------------------------------------- | ----------------------------------------------- | ----------------------------------------------- | ----------------------------------------------- | ----------------------------------------------- |
| 2018 | Вільнев-д'Аск                                   | Росія                                           | 3:0                                             | Франція                                         | США                                             | 3:0                                             | Бразилія                                        |
| 2019 | Чикаго                                          | Росія                                           | 3:1                                             | США                                             | Польща                                          | 3:0                                             | Бразилія                                        |
| 2020 | Турнір скасовано у зв'язку з пандемієй Covid-19 | Турнір скасовано у зв'язку з пандемієй Covid-19 | Турнір скасовано у зв'язку з пандемієй Covid-19 | Турнір скасовано у зв'язку з пандемієй Covid-19 | Турнір скасовано у зв'язку з пандемієй Covid-19 | Турнір скасовано у зв'язку з пандемієй Covid-19 | Турнір скасовано у зв'язку з пандемієй Covid-19 |
| 2021 | Ріміні                                          | Бразилія                                        | 3:1                                             | Польща                                          | Франція                                         | 3:0                                             | Словенія                                        |
| 2022 | Казалеккіо-ді-Рено                              | Франція                                         | 3:2                                             | США                                             | Польща                                          | 3:0                                             | Італія                                          |
| 2023 | Гданськ                                         | Польща                                          | 3:1                                             | США                                             | Японія                                          | 3:2                                             | Італія                                          |
| 2024 | Лодзь                                           | Франція                                         | 3:1                                             | Японія                                          | Польща                                          | 3:0                                             | Словенія                                        |
| 2025 | Нінбо                                           | Польща                                          | 3:0                                             | Італія                                          | Бразилія                                        | 3:1                                             | Словенія                                        |

## Розподіл медалей за країнами
| Місце               | Країна              | Золото | Срібло | Бронза | Загалом |
| ------------------- | ------------------- | ------ | ------ | ------ | ------- |
| 1                   | Польща              | 2      | 1      | 3      | 6       |
| 2                   | Франція             | 2      | 1      | 1      | 4       |
| 3                   | Росія               | 2      | 0      | 0      | 2       |
| 4                   | Бразилія            | 1      | 0      | 0      | 1       |
| 5                   | США                 | 0      | 3      | 1      | 4       |
| 6                   | Японія              | 0      | 1      | 1      | 2       |
| Загалом (6 збірних) | Загалом (6 збірних) | 7      | 6      | 6      | 19      |

### MVP
- 2018 —  Максим Михайлов
- 2019 —  Меттью Андерсон
- 2021 —  Воллес де Соуза
- 2022 —  Ервін Н'Ґапет
- 2023 —  Павел Заторський
- 2024 —  Антуан Брізар
- 2025 —  Якуб Кохановський